# Gemengde bossen van de Dinarische Alpen
De gemengde bossen van de Dinarische Alpen (Engels: Dinaric Mountains mixed forests) vormen een ecoregio in Zuidoost-Europa. De ecoregio is onderdeel van de WNF-bioom gematigd loofbos of gemengd bos.

## Geografie
Het bosgebied bedekt de Dinarische Alpen. Dit gebergte strekt zich uit langs de oostkust van de Adriatische Zee en beslaat 58.200 km² in Slovenië, Kroatië, Bosnië en Herzegovina, Montenegro, Servië, het noordoosten van Kosovo, het noorden van Albanië en het noordoosten van Italië. Met hoge neerslagbereiken en een overvloed aan kalksteen is het karstreliëf prominent aanwezig.

## Klimaat
Het klimaat van de ecoregio is nat en extreem vochtig. Neerslaghoeveelheden liggen over het algemeen boven de 1500 mm en hoeveelheden tussen de 2000 en 3500 mm komen vaak voor. Gemeten maxima in het achterland van de Baai van Kotor overtreffen jaargemiddelden van meer dan 4500 mm (Crkvice), het hoogste neerslagbereik van Europa en een van de hoogste van het noordelijk halfrond. Het behoort tot het gematigde klimaat van Köppen met vochtige zomers (Cfs) en een sneeuwklimaat in de bergen (Dfs). Door de overvloed aan sneeuw en lawines zijn alpiene biotopen gebruikelijk in alle hoge bergen. In de bergketens Durmitor en Albanese Alpen, de hoogste bergmassieven van de Dinarische Alpen, zijn nog steeds enkele kleine gletsjers te vinden.

## Flora
Het brede hoogtebereik van deze ecoregio herbergt een reeks plantengemeenschappen. De hoogste hoogten (boven 1.500 m) zijn bedekt met naaldbossen, terwijl op lagere hoogten een gemengde loofvegetatie voorkomt.
De naaldboomzone wordt gedomineerd door de gewone zilverspar, de fijnspar, de Servische spar, de zwarte den, de bergden en de Bosnische den met een bijmenging van Europese beuk. Dinarisch kalkrijk bloksparrenbos groeit op uitlopers van kalksteen. De dominante soorten in de lagere zones zijn verschillende loofeiken (Quercus frainetto, donzige eik, moseik, zomereik en wintereik) en de oosterse haagbeuk (Carpinus orientalis). De pluim-es (Fraxinus ornus) markeert de submediterrane zone in regio onder 600-1000 m (van noord naar zuid).
Plantengeografisch wordt de ecoregio gedeeld door de Adriatische en Oost-Mediterrane provincies van het Middellandse Zeegebied, binnen het Holarctische Koninkrijk (volgens de afbakening van Armen Tachtadzjan).

## Beschermde gebieden
35.989 km², of 5%, van de ecoregio ligt in beschermde gebieden. Nog eens 1% van de oppervlakte van de ecoregio bestaat uit relatief intacte maar onbeschermde bossen.
Beschermde gebieden in de ecoregio zijn onder andere nationaal park Triglav in Slovenië, nationaal park Plitvicemeren in Kroatië, nationale parken Biogradska Gora, Durmitor en Prokletije in Montenegro, en nationaal park Valbonëdal in Albanië.